# VPRO Gids

Cover van de VPRO Gids gemaakt door AI. [https://www.vprogids.nl/2020/14.html

De VPRO-Gids, gestileerd als VPRO Gids is de televisiegids van de VPRO. Het is sinds 1974 de opvolger van Vrije Geluiden, dat werd uitgegeven sinds 1926. Van 1976 tot 2004 was Boudewijn Paans verantwoordelijk voor de redactie van de VPRO Gids.

## Omslag en vormgeving
De VPRO-Gids was oorspronkelijk eenvoudig vormgegeven; later werd meer aandacht besteed aan de vormgeving. De omslag bevat zelden een afbeelding van een beroemdheid, maar is eerder experimenteel kunstzinnig ontworpen. Voor het omslagontwerp van de eerste gids van ieder jaar wordt een wedstrijd uitgeschreven. Andere ontwerpen waren van onder anderen Jaap Drupsteen, Piet Schreuders, Fiep Westendorp, Jan Wolkers en Michiel Romeyn. In 2011 werd het boek VPRO Gids Covers uitgegeven met tevens omslagen van Vrije Geluiden. Het boek werd verkozen tot een van de dertig bestverzorgde boeken van het jaar.

## Oplagecijfers
Totaal betaalde gerichte oplage volgens HOI, Instituut voor Media Auditing, voor 2016 en 2017 NOM.
- 2000: 245.131
- 2004: 239.297[4]
- 2006: 228.441[5]
- 2007: 224.052[6]
- 2011: 208.820[7]
- 2012: 196.923[8]
- 2016: 163.070
- 2017: 156.449[9]
- 2018: 150.571
- 2019: 144.857
- 2020: 138.384
- 2021: 132.532
- 2022: 125.646

## Inhoud

### Programmagegevens
De programmagegevens van de Nederlandse, Belgische, Britse en Duitse publieke omroepen worden uitgebreider weergegeven dan die voor de Nederlandse commerciële omroepen. Bij iedere dag worden op een halve pagina filmrecensies van cinema.nl afgedrukt en een film van de dag gekozen.

### Rubrieken voor kinderen
- Achterwerk is een rubriek op de achterpagina van de gids. Het bevat brieven van kinderen en een strip die is getekend door een kind. Van de brieven zijn enkele verzamelboeken uitgegeven.
- De Villakrant, sinds 2006

### Overige rubrieken
- boeken
- films
- wetenschap en jaarlijks de vragen van de Nationale Wetenschapsquiz
- Dorst, een experimentele rubriek
- columns van Arnon Grunberg, Esther Gerritsen en Cesar Majorana, voorheen Rik Zaal, A.L. Snijders en Wim Noordhoek.

### Layar
In 2012 is het gebruik van de gids in combinatie met de mobiele applicatie Layar geïntroduceerd. Door met de camera van een smartphone naar de gidspagina te kijken, toont de telefoon meer informatie van het internet.

### Reclame en bijlagen
De VPRO Gids bevat weinig reclame. Vooral bedrijven als de ASN Bank, Triodos, NRC Handelsblad en de webshop van de VPRO, universiteiten en culturele evenementen adverteren in de gids. Bijlagen komen van onder andere IDFA, IFFR en het Holland Festival.

### 5th Dimension Television
Nadat eind 1996 Sport 7 van de buis verdween, werd de leeggekomen ruimte opgevuld door de programmagegevens van de fictieve zender 5th Dimension Television. Een bloemlezing hiervan werd uitgegeven in een boekje.

### Eigen website
Sinds eind 2019 is de VPRO Gids voor abonnees ook online te lezen. Op de site verschijnen ook extra producties, zoals de podcast Backspace, over internetgeschiedenis.